# Psihijatri, psiholozi i drugi bolesnici
Psihijatri, psiholozi i drugi bolesnici (šp. Psiquiatras, psicólogos y otros enfermos) je roman španskog pisca Rodriga Munjoza Avije. Reč je o inteligentnoj komediji o neobičnom junaku koji se bori sa problemima na polju svog psihičkog zdravlja. Roman je prepun urnebesno smešnih likova, situacija i događaja. U isto vreme on je blagonakloni podsetnik na delikatnost profesija kao što su psihologija i psihijatrija, ali i uzdiže vrednosti porodičnog života, ljubavi i podrške zajedništva. On šalje poruku da je za sve probleme smeh najbolja terapija. Roman Psihijatri, psiholozi i drugi bolesnici doživeo je u Španiji brojna izdanja, a po romanu je 2009. godine snimljen film u režiji Pedra Telećeje (šp. Pedro Telechea).

## O delu
Na samom početku romana Rodrigo Montalvo Leteljijer se predstavlja i uvodi čitaoce u svoj svet. Živi u porodičnoj kući u naselju Park Konde de Orgas (шп. Park Conde de Orgaz) u Madridu. Oženjen je Patrisijom sa kojom ima sina Markosa i ćerku Belen. S njima u kući živi i mačak Arnold. Rodrigova sestra Nurija je dve godine mlađa i udata je za psihijatra Ernesta. Rodrigo se seća dana kada su ga dugmići na jakni njegovog zeta Ernesta doveli do histeričnog ponašanja. Cela njegova porodica je bila prisutna i svi su čuli kako mu Ernesto nudi da dođe na njegove konsultacije. Kada je prvi put tamo otišao, počinju svi njegovi problemi.

## Tema
Glavna tema ovog dela je Rodrigova potraga za srećom, odnosno smislom života. Rodrigo, narator, već u prvoj glavi upoznaje čitaoce sa temama ovog romana. On se tokom čitavog romana preispituje da li je srećan i da li je bio srećniji u svojoj mladosti, onda kada još uvek nije ni razmišljao o tome. Ova tema je univerzalna zato što svako može da se poistoveti sa Rodrigom. Svaki čovek teži ka tome da otkrije recept za sreću. Rodrigo je mnogo vremena proveo slušajući savete mnogih psihologa i psihijatara, ali na kraju shvata da je trebalo da radi suprotno od onoga što su mu oni govorili. Osećao se bolje onda kada je prestao da sluša njihove savete. U ovom romanu se obrađuju i sledeće teme:
- čovek u savremenom svetu
- razlike između psihijatra i psihologa
- život i smrt
- različiti odnosi između bračnih parova (različiti su odnosi između Rodrigovih roditelja, Rodriga i Patrisije, Ernesta i Nurije; ti odnosi se prate i upoređuju)
- odnos oca prema detetu (prati se odnos Rodriga prema Markosu i Belen i Rodrigovog oca prema Rodrigu; uočavaju se sličnosti)

## Ton
Ton kojim narator pripoveda ovaj roman je neformalan. Pošto narator pripoveda u prvom licu i piše o svojim ličnim iskustvima, ton je takođe i ličan. U nekim delovima kada razmišlja o smrti ili o sreći, postavlja brojna retorska pitanja zbog čega se stiče utisak da se obraća direktno čitaocu.

## Trajanje radnje
Rodrigo, koji je istovremeno i narator, nam priča priču u trenutku dešavanja radnji, kada on ima 37 godina. Događaji se razvijaju hronološkim redom, ali opisuje i neke događaje u retrospekciji. Podseća se na događaje iz detinjstva. Svaki od tih događaja je na neki način uticao na njegovo trenutno stanje, tako da su veoma značajni.

## Mesto dešavanja radnje i opisi
Radnja je smeštena u poznatu četvrt Madrida. Događaji se odigravaju u Rodrigovoj kući, u Ernestovoj i Nurijinoj kući, kući njegovih roditelja, ili u kancelarijama raznih psihologa i psihijatara. Rodrigo sve opisuje do detalja i u svemu traži smisao.

## Simboli
Kroz čitav roman, Rodrigo traži odgovor na pitanje koja je razlika između psihijatra i psihologa i pita se koja je njihova uloga u životima ljudi uopšte. 
Zašto onda postoje psiholozi, ako se ispostavlja da su psihijatri kompletniji?
‍:pp. 75.

## Likovi

### Rodrigo
Rodrigo je glavni junak ovog romana. Živi u Madridu sa porodicom: ženom Pati i decom, Belen i Markosom. Radi sa ocem u porodičnoj firmi koja se bavi proizvodnjom liftova. Njegov život je naizgled idealan, sve dok nije sreo psihologe i psihijatre.

### Pati
Patrisija je Rodrigova žena. Svi je zovu Pati. Ona radi u tržnom centru Arturo Soria plasa (шп. Arturo Soria plaza). Ima svoj privatni studio, tj. prodavnicu ramova koju vodi zajedno sa svoje dve prijateljice i saradnice Mirijam i Karolinom. Smešno je to što na španskom marco znači ram, a njihov sin se zove Markos. Zbog toga ga drugovi stalno zadirkuju.

### Markos i Belen
Markos i Belen su Rodrigova i Patina deca. Markos ima deset godina, a Belen šest. Rodrigo voli da gleda dokumentarce o životinjama i zato Markosa poredi sa gepardom, a Belen sa oklopnikom. Markos ima karakter geparda, jer je brz, jak, lukav i takmičarski nastrojen, a istovremeno je i nežan, osećajan, ranjiv i potrebna mu je podrška njemu sličnih. Belen je spora, nedruštvena, ali i neranjiva. Od svake opasnosti se štiti svojim oklopom. Nije spektakularna, ali je sama sebi dovoljna.‍:str. 12

### Ernesto
Ernesto je muž Rodrigove sestre Nurije. On je psihijatar i živi u kući koja se nalazi odmah pored Rodrigove. On je dobronameran i nudi Rodrigu pomoć, koju on ne prihvata upravo zbog toga što smatra da je Ernesto izvor svih njegovih problema.

### Asunsion Montesa
Ona je još jedna doktorka kod koje se Rodrigo lečio. Mlada je, ali izboranog i mršavog lica. 
Sa vratom umotanim u dvadeset indijskih velova, sa zadahom duvana koji je bio jači i od najjačeg osveživača vazduha na tržištu."‍:str. 76.
“Pomislio sam da doktorka Montesa pripada istoj vrsti kao moj zet Ernesto, osim što ona nije psihijatar nego psiholog, i na trenutke je simpatičnija. ... Zubi su joj bili smeđi od duvana.
‍:str. 77.

### Hektor Fusilji
Fusilji je psihijatar, Ernestov prijatelj i kolega. Pre nego sto je otišao, Ernesto je dao Rodrigu Fusiljijevu vizit kartu i predložio mu da ode kod njega na lečenje.‍:str. 111
Fusilji je Ernestovih godina, mršav kao i on, i sa malim brojem nervoznih tikova, sposoban za sve osim za umirujući efekat na okolinu. Jesti s njim bilo je kao jesti sa rojem pčela koje te bockaju.

### Fransisko Lope de Vega
Lope de Vega je buržuj i Rodrigov beskrupulozni komšija, koji nije omiljen među ljudima. Ima naviku da se u mantilu šeta po šumi i plaši adolescente i konzervativce koji tuda prolaze. 
Lope de Vega može biti simpatičan samo ludacima kao što smo moj otac i ja.

### Nurija
Nurija je Rodrigova sestra koja je dve godine mlađa od njega. Visoka, mršava i plava, jako liči na svoju majku. Nurija je advokat. Udata je za Ernesta. Ona i Ernesto nemaju dece.

### Rodrigovi roditelji
Rodrigov otac ima sedamdeset i četiri godine. On je vlasnik preduzeća koje proizvodi liftove. U tom istom preduzeću radi i Rodrigo.
Rodrigova majka je Francuskinja ali već četrdeset godina živi u Španiji.

## Karakterizacija likova
U ovom romanu zastupljene su:
- direktna karakterizacija (kada Rodrigo sam govori o sebi ili opisuje svoju ženu, decu...)
- indirektna karakterizacija (kada se neke osobine Rodrigovog oca otkrivaju kroz njegove postupke)
- simbolička karakterizacija (primer je drugo prezime Ernesta- Adelantado, koje na španskom znači neko ko je uvek prvi, sve radi unapred)

Rodrigo Montalvo je lik koji se menja. Tokom celog romana on pokušava da se izbori sa svojom bolešću, bori se sa svojim strahom od smrti i razmišlja o tome da li je srećan. Menja se onog trenutka kada posmatra avione kako poleću i sleću na aerodrom i odlučuje da od tog trenutka radi sve suprotno od onoga što mu psihijatri i psiholozi preporučuju. Nurija i Ernesto su takođe likovi koji se menjaju. Oni odlučuju da se razvedu, jer ne mogu da imaju dece i ne znaju kako to da reše. Posle nekog vremena se mire. Ne saznajemo kakav su dogovor postigli po pitanju deteta, ali je sigurno da je neko od njih dvoje morao nečega da se odrekne. Lik Rodrigovog oca je lik koji se ne menja. Ima neobičan karakter koji ni do kraja romana nije potpuno osvetljen. On uvek uradi nešto neočekivano. Ernesto je lik koji se od samog početka potcenjuje i ismeva, jer sam narator ima negativan stav prema njemu.

## Govor i dijalog
Pisac uglavnom koristi direktan govor. Zato je delo prožeto dijalozima. Iz tih dijaloga možemo da saznamo ponešto o likovima, ali nas u većini slučajeva pisac usmerava i komentariše karaktere likova.

## Kritika dela
Ovo delo je pohvaljeno, jer zabavlja čitaoce, ali ih u isto vreme i navodi na razmišljanja o sebi samima. Jezik na kom je napisano delo je jednostavan, svakodnevan, blizak čitaocu i bez preteranih ukrasa. Čitalac odmah na početku oseća empatiju prema Rodrigu i to ga pokreće da razmišlja o sopstvenim sumnjama. Poistovećuje se sa Rodrigom. Ako on uspe da dostigne sreću i prevaziđe parafaziju, to znači da svako može da savlada bilo koju prepreku i pronađe smisao života. Delo podstiče čitaoca da se pita šta je to sreća i zašto se uvek fokusiramo na ono što nam fali, a ne cenimo dovoljno ono što imamo. Zaključuje se da sreća pojedinca zavisi isključivo od njega samoga i njegovog pogleda na svet. Preporučuje se svima da je pročitaju, jer će se zabaviti mnogim smešnim situacijama i igrama reči, ali će ih i podstaći na razmišljanje.

## Spoljašnje veze
- knjiga
- film
- Pedro Telećea